# Haplochrois ochraceella
Haplochrois ochraceella is een vlinder uit de familie grasmineermotten (Elachistidae). De wetenschappelijke naam is, als Tetanocentria ochraceella, voor het eerst geldig gepubliceerd in 1903 door Rebel.
De soort komt voor in Europa.